# Памятные монеты Латвии
Памятные и юбилейные монеты выпускались Банком Латвии в 1993—2013 годах из драгоценных (золото — номиналами 1, 5, 10, 20, 100 латов, серебро — номиналами 1, 5, 10, 20 латов и биметаллические номиналом 1 лат) и недрагоценных (мельхиор — номиналами 1 и 2 лата) металлов. Первыми были выпущены три монеты, посвящённые 75-летию латвийской государственности. Во время первой республики (1918—1940) памятные монеты не выпускались.
Так как Латвия в 2014 году перешла на евро, памятные монеты с этого года стали чеканиться номинированными в этой валюте.
В связи с отсутствием в стране собственного монетного двора, все монеты чеканятся за рубежом.

## Статистика
Всего было выпущено 100 разновидностей памятных и юбилейных монет, номинированных в латах, в том числе 3 из мельхиора, 83 из серебра 925 пробы, 3 из золота 583 пробы, 8 из золота 999 пробы и 3 биметаллических (серебро + ниобий).
| Мельхиор       | 1 |   |   |   |   |   |   |   |   |   |   |   |   |   |   | 1 |   | 1 |   |   |   | 3   |
| Серебро-925    | 1 | 1 | 5 | 3 | 3 | 3 | 3 | 3 | 3 | 5 | 2 | 4 | 5 | 6 | 4 | 5 | 5 | 4 | 6 | 6 | 6 | 83  |
| Биметалл Ag/Nb |   |   |   |   |   |   |   |   |   |   |   | 1 |   |   | 1 |   |   | 1 |   |   |   | 3   |
| Золото-583     | 1 |   |   |   | 1 |   | 1 |   |   |   |   |   |   |   |   |   |   |   |   |   |   | 3   |
| Золото-999     |   |   |   |   | 1 | 2 |   |   |   |   | 1 |   | 1 |   | 1 | 1 |   |   |   |   | 1 | 8   |
| Всего          | 3 | 1 | 5 | 3 | 5 | 5 | 4 | 3 | 3 | 5 | 3 | 5 | 6 | 6 | 6 | 7 | 5 | 6 | 6 | 6 | 7 | 100 |

## Монеты из мельхиора
| 1993 | | 75 лет государственности Латвии |
| 1993 | Аверс: герб и название государства. Реверс: национальный орнамент, номинал, год основания государства (1918) и выпуска монеты (1993). Гурт: гладкий с двумя надписями на латыш. LATVIJAS VALSTS 75 GADI ♦. Отчеканена на Финском монетном дворе. Номинал: 2 лата. Масса: 6,00 г. Диаметр: 24,35 мм. Тираж: 200 000 шт. Дизайн: А. Круклис |                                 |
| 2008 | | Песенный фестиваль              |
| 2008 | Аверс: мужчина в национальном костюме с дубовым венком в руках на фоне текста песни «Gaismas pils», номинал, логотип монетной программы «Европейское наследие». Реверс: женщина в национальном костюме с букетом полевых трав на фоне текста песни «Pūt, vējiņi», название государства и год выпуска. Гурт: гладкий с надписью на латыш. DZIESMAI SODIEN LIELA DIENA. Отчеканена на Финском монетном дворе. Номинал: 1 лат. Масса: 12,4 г. Диаметр: 30 мм. Тираж: 30 000 шт. Дизайн: А. Приедите |                                 |
| 2010 | | Латышская азбука                |
| 2010 | Аверс: сцена с изображением детей, учащихся читать; номинал и год выпуска монеты. Реверс: изображение петушка из самой старой известной азбуки, надпись готическим шрифтом на латыш. ABC Latviešu ābece. Гурт: гладкий с надписью на латыш. LATVIJAS REPUBLIKA ♦ LATVIJAS BANKA ♦. Отчеканена на Финском монетном дворе. Номинал: 1 лат. Масса: 12,4 г. Диаметр: 30 мм. Тираж: 10 000 шт. Дизайн: А. Приедите                                                                                    |                                 |

## Монеты из серебра

### Серия «История мореплавания»
Монеты номиналом 10 латов, изготовлены из серебра 925 пробы, имеют диаметр 38,61 мм и массу 31,47 г.
Гурт гладкий с двумя надписями на латыш. LATVIJAS BANKA *** — «Банк Латвии ***». Монеты отчеканены швейцарской фирмой Valcambi SA.
| 1995 | | Шхуна «Julia Maria»          |
| 1995 | Аверс: герб и название государства, год выпуска. Реверс: номинал; изображение, год постройки и название корабля на латыш. GAFELŠONERIS • JULIA MARIA • 1895. Тираж: 20 000 шт. Дизайн: Й. Струпулис     |                              |
| 1997 | | Рижский корабль              |
| 1997 | Аверс: герб и название государства, год выпуска. Реверс: номинал; изображение, наименование судна на латыш. RĪGAS KUĢIS XII GS. — «Рижский корабль XII века». Тираж: 15 000 шт. Дизайн: А. Приедите     |                              |
| 1998 | | Ледокол «Кришьянис Валдемар» |
| 1998 | Аверс: герб и название государства, год выпуска. Реверс: номинал; изображение, год постройки и название корабля на латыш. LEDLAUZIS • KRIŠJĀNIS VALDEMĀRS • 1925. Тираж: 10 000 шт. Дизайн: А. Приедите |                              |

### Серия «800 летРиге»
Монеты номиналом 10 латов, изготовлены из серебра 925 пробы, имеют диаметр 38,61 мм и массу 31,47 г. Тираж каждой монеты — 8000 экземпляров.
На реверсе каждой монеты — название серии на латыш. RĪGA-800. Гурт гладкий с надписью на латыш. LATVIJAS REPUBLIKA ♦ LATVIJAS BANKA ♦ — «Латвийская республика ♦ Банк Латвии ♦».
Отчеканены на Королевском монетном дворе Великобритании. Дизайнеры — А. Шенбергс и Г. Цилитис.
| 1995 | | 800 лет Риге — XIII век  |
| 1995 | Аверс: номинал и год выпуска, фрагмент печати городского совета Риги (1226). Реверс епископ Альберт Буксгевден, надпись на латыш. BĪSKAPS ALBERTS XIII GS. — «Епископ Альберт XIII век».                       |                          |
| 1995 | | 800 лет Риге — XIV век   |
| 1995 | Аверс: номинал и год выпуска, фрагмент печати городского совета Риги (1368). Реверс: фрагмент герба Большой Гильдии (1354), надпись на латыш. LIELĀS ĢILDES ĢERBONIS XIV GS. — «Герб Большой гильдии XIV век». |                          |
| 1996 | | 800 лет Риге — XV век    |
| 1996 | Аверс: номинал и год выпуска, фрагмент печати городского совета Риги. Реверс: Большой Кристап, надпись на латыш. LIELAIS KRISTAPS XV GS. — «Большой Кристап XIII век».                                         |                          |
| 1996 | | 800 лет Риге — XVI век   |
| 1996 | Аверс: номинал и год выпуска, герб Риги XVI века. Реверс: панорама города, надпись на латыш. Rīga XVI GS. — «Рига XVI век».                                                                                    |                          |
| 1997 | | 800 лет Риге — XVII век  |
| 1997 | Аверс: номинал и год выпуска, герб Риги XVII века. Реверс: оборонительные сооружения города начала XVII века, надпись на латыш. RĪGAS NOCIETINĀJUMI XVII GS. — «Укрепления Риги XVII век».                     |                          |
| 1997 | | 800 лет Риге — XVIII век |
| 1997 | Аверс: номинал и год выпуска, герб Риги XVIII века. Реверс: дом Черноголовых, его название и век на латыш. MELNGALVJU NAMS XVIII GS..                                                                          |                          |
| 1998 | | 800 лет Риге — XIX век   |
| 1998 | Аверс: номинал и год выпуска, герб Риги XIX века. Реверс: фестивальная процессия, надпись на латыш. I VISPĀRĒJIE LATVIEŠU DZIESMU SVĒTKI XIX GS. — «1й национальный песенный фестиваль XIX век».               |                          |
| 1998 | | 800 лет Риге — XX век    |
| 1998 | Аверс: современный герб Риги. Реверс: Памятник Свободы, надпись латыш. BRĪVĪBAS PIEMINEKLIS LATVIJAS VALSTS XX GS. — «Монумент свободы Латвийское государство XX век».                                         |                          |

### Серия «Виды животных, находящиеся под угрозой исчезновения»
Монеты массой 31,47 г и диаметром 38,61 мм отчеканены из серебра 925 пробы швейцарской фирмой Valcambi SA. Дизайн: Э. Фолкс.
Аверс: герб и название государства, год выпуска.
| 1996 | | Коростель         |
| 1996 | Реверс: номинал, изображение животного и его название на латыш. GRIEZE, название серии на латыш. APDRAUDĒTĀ FAUNA. Гурт гладкий с двумя надписями на латыш. LATVIJAS BANKA *** — «Банк Латвии ***» или рубчатый. Номинал: 10 латов. Тираж: 15 000 шт. |                   |
| 1999 | | Европейская норка |
| 1999 | Реверс: номинал, изображение животного и его название на лат. MUSTELA LUTREOLA. Гурт гладкий с двумя надписями на латыш. LATVIJAS BANKA *** — «Банк Латвии ***». Номинал: 1 лат. Тираж: 8000 шт.                                                      |                   |

### Серия «ГородаГанзейского союза»
Монеты номиналом 10 латов, изготовлены из серебра 925 пробы, имеют диаметр 38,61 мм и массу 31,47 г. Тираж каждой монеты — 15000 экземпляров.
Гурт гладкий с надписью на латыш. LATVIJAS REPUBLIKA • LATVIJAS BANKA • — «Латвийская республика • Банк Латвии •». На реверсе каждой монеты название серии на латыш. HANZAS PILSĒTA.
Отчеканены на монетном дворе Финляндии. Дизайнер — Г. Кроллис.
| 2000 | | Вентспилс |
| 2000 | Аверс: номинал, год выпуска и герб города, его название на нем. WINDAU, восточный и западный орнаменты. Реверс: за́мок Виндау, название города на латыш. VENTSPILS и ганзейское судно.                                                     |           |
| 2001 | | Цесис     |
| 2001 | Аверс: номинал, год выпуска и герб города, его название на нем. WENDEN, готические орнаменты. Реверс: Цесисский замок, название города на латыш. CĒSIS и ганзейское судно.                                                                |           |
| 2002 | | Кулдига   |
| 2002 | Аверс: номинал, год выпуска и герб города, его название на нем. GOLDINGEN, готический и национальный орнаменты. Реверс: водопад на реке Венте, пейзаж и название города на латыш. KULDĪGA, ганзейские корабли.                            |           |
| 2003 | | Валмиера  |
| 2003 | Аверс: номинал, год выпуска и печать с гербом города, его название на нем. WOLMAR, элемент оформления церкви Св. Симеона и фрагмент национальной броши. Реверс: церковь Св. Симеона название города на латыш. VALMIERA, ганзейское судно. |           |
| 2005 | | Кокнесе   |
| 2005 | Аверс: номинал, год выпуска и печать с гербом города, его название на нем. KOKENHUSEN, орнамент. Реверс: орденский замок ныне и в прошлом, Солнце и Луна, название города на латыш. KOKNESE, ганзейские корабли.                          |           |
| 2006 | | Страупе   |
| 2006 | Аверс: номинал, год выпуска и печать с гербом города, его название на нем. ROOP, орнамент. Реверс: Лиелстраупский замок, название города на латыш. STRAUPE, ганзейское судно, деревья.                                                    |           |
| 2008 | | Лимбажи   |
| 2008 | Аверс: номинал, год выпуска и печать с гербом города, его название на нем. LEMSAL, готический и национальный орнаменты. Реверс: руина замка Лимбажи, церковь Св. Иоанна, название города на латыш. LIMBAŽI, ганзейское судно, деревья.    |           |
| 2011 | | Рига      |
| 2011 | Аверс: номинал, год выпуска и печать с гербом города, его название на нем. RIGA, готические орнаменты. Реверс: панорама и название города на латыш. RĪGA, ганзейские корабли.                                                             |           |

### Серия «Корни»
Монеты номиналом 1 лат, массой 31,47 г и диаметром 38,61 мм отчеканены из серебра 925 пробы в качестве proof на монетном дворе Финляндии. Дизайн: Ю. Петрашкевич.
Аверс: название государства, год выпуска; композиция, символизирующая землю, небо, природные явления, сезонные и суточные изменения.
Реверс: художественная композиция и номинал.
Гурт: гладкий. Тираж каждой монеты — 5000 шт.
| 2000 |  | Земля Реверс: стилизованный латвийский пейзаж                                            |  | 2002 |  | Судьба Реверс: яблоня на фоне стилизованного латвийского пейзажа. |
| 2001 |  | Небеса Реверс: женская фигура, Солнце и Луна на фоне стилизованного латвийского пейзажа. |  |      |  |                                                                   |

### Серия «Время»
Монеты номиналом 1 лат, изготовлены из серебра 925 пробы, имеют диаметр 38,61 мм и массу 31,47 г. Тираж каждой монеты — 5000 шт.
Гурт гладкий с надписью на латыш. LATVIJAS REPUBLIKA • LATVIJAS BANKA • — «Латвийская республика • Банк Латвии •»
Отчеканены на монетном дворе Финляндии. Дизайнер — А. Приедите.
| 2003 | | Курземе |
| 2003 | Аверс: номинал, год выпуска, герб герцогства Курляндия и Семигалия, сцена строительства корабля. Реверс: весовщики конопли на фоне кирпичной стены и доменной печи, название области на латыш. KURZEME.                                        |         |
| 2004 | | Видземе |
| 2004 | Аверс: номинал, год выпуска, герб Задвинского герцогства, крестьянин в телеге, запряжённой парой лошадей. Реверс: крепостные, пилящие дерево, на фоне доски с вырезанными на ней буквами; два кронциркуля, название области на латыш. VIDZEME. |         |
| 2004 | | Латгале |
| 2004 | Аверс: номинал, год выпуска, Богородица с младенцем Иисусом в мандорле на фоне пейзажа Латгалии. Реверс: крест, сеятель и ангел на фоне орнамента из цветков льна, название области на латыш. LATGALE.                                         |         |

### Серия «Люди»
Монеты номиналом 1 лат, изготовлены из серебра 925 пробы, имеют диаметр 38,61 мм и массу 31,47 г. Тираж каждой монеты — 5000 шт.
Гурт гладкий с надписью на латыш. LATVIJAS REPUBLIKA • LATVIJAS BANKA • — «Латвийская республика • Банк Латвии •»
Отчеканены на Королевском монетном дворе Нидерландов. Дизайнер — А. Озола-Яунарайя.
| 2005 | | Райнис             |
| 2005 | Аверс: номинал и год выпуска, горы. Реверс: подпись и портрет Райниса, надпись на латыш. VIENMĒR VIENS UN PATS..., горы.                        |                    |
| 2006 | | Кришьянис Валдемар |
| 2006 | Аверс: номинал и год выпуска, море и летящая чайка. Реверс: подпись и портрет Валдемара, надпись на латыш. LATVJI, BRAUCIET JŪRIŅĀ..., море.    |                    |
| 2006 | | Кришьянис Барон    |
| 2006 | Аверс: номинал и год выпуска, звёздное небо. Реверс: подпись и портрет Барона, надпись на латыш. KAS VAR ZVAIGZNES SASKAITĪT..., звёздное небо. |                    |

### Серия «Государство»
Монеты номиналом 1 лат, изготовлены из серебра 925 пробы, имеют диаметр 38,61 мм и массу 31,47 г. Тираж каждой монеты — 5000 экземпляров. Гурт гладкий.
Отчеканены на монетном дворе Финляндии. Дизайнер — И. Грундулис.
| 2006 | | Борьба за свободу       |
| 2006 | Аверс: номинал, год выпуска, скрещенные мечи на фоне Солнца, надпись на латыш. NO ZOBENA SAULE LĒCA. Реверс: контур и название государства, три звезды, дата провозглашения независимости — 1918.18.XI.                             |                         |
| 2007 | | Чужие власти            |
| 2007 | Аверс: номинал, год выпуска, разбитый герб Латвии, надпись на латыш. DIEVS TAVA ZEME DEG! — «Боже, твоя земля в огне!». Реверс: фрагменты герба и названия государства, годы «оккупации» 1940—1991.                                 |                         |
| 2007 | | Возрождение государства |
| 2007 | Аверс: герб и название государства, дата принятия Декларации о восстановлении независимости — 1990.4.V. Реверс: номинал, год выпуска, солнце с флагом Латвии, надпись на латыш. DIEVS, SVĒTĪ LATVIJU! — «Боже, благослови Латвию!». |                         |

### Монеты, посвящённые спорту
| 1994 | | XXVI летние Олимпийские игры в Атланте                             |
| 1994 | Аверс: герб и название государства, год выпуска. Реверс: гребец на каноэ, номинал, надпись на латыш. OLIMPISKĀS SPĒLES • 1996 • ATLANTA — «Олимпийские игры • 1996 • Атланта». Гурт гладкий с двумя надписями на латыш. LATVIJAS BANKA *** — «Банк Латвии ***». Отчеканена швейцарской фирмой Valcambi SA. Дизайн: Г. Цилитис Номинал: 10 латов. Масса: 31,47 г. Диаметр: 38,61 мм. Тираж: 30 000 шт. |                                                                    |
| 1999 | | XXVII летние Олимпийские игры в Сиднее                             |
| 1999 | Аверс: герб и название государства, год выпуска. Реверс: пара велосипедистов, номинал, надпись на латыш. SIDNEJA • 2000 • OLIMPISKĀS SPĒLES — «Сидней • 2000 • Олимпийские игры». Гурт гладкий с двумя надписями на латыш. LATVIJAS BANKA *** — «Банк Латвии ***». Отчеканена швейцарской фирмой Valcambi SA. Дизайн: Х. Воркалс Номинал: 1 лат. Масса: 20,00 г. Диаметр: 34,00 мм. Тираж: 10 000 шт. |                                                                    |
| 2001 | | XIX зимние Олимпийские игры в Солт-Лейк-Сити                       |
| 2001 | Аверс: герб и название государства, год выпуска. Реверс: хоккеист, номинал, надпись на латыш. SOLTLEIKSITIJA • 2002 — «Солт-Лейк-Сити • 2002». Гурт гладкий с тремя надписями на латыш. LATVIJA • — «Латвия •». Отчеканена на Финском монетном дворе. Дизайн: А. Варпа Номинал: 1 лат. Масса: 31,47 г. Диаметр: 38,61 мм. Тираж: 25 000 шт. |                                                                    |
| 2002 | | XXVIII летние Олимпийские игры в Афинах                            |
| 2002 | Аверс: герб и название государства, год выпуска, номинал. Реверс: сцена греко-римской борьбы, надпись на латыш. OLIMPISKĀS SPĒLES • ATĒNAS • 2004 — «Олимпийские игры • Афины • 2004». Гурт гладкий с двумя надписями на латыш. LATVIJAS BANKA ♦ — «Банк Латвии ♦». Отчеканена на Финском монетном дворе. Дизайн: Д. Пундурс Номинал: 1 лат. Масса: 31,47 г. Диаметр: 38,61 мм. Тираж: 26 000 шт. |                                                                    |
| 2004 | | Чемпионат мира по футболу 2006                                     |
| 2004 | Аверс: герб и название государства, год выпуска. Реверс: номинал, футболист, название мероприятия на латыш. FIFA PASAULES KAUSS 2006 VĀCIJA и англ. 2006 FIFA WORLD CUP GERMANY™. Гурт гладкий с тремя надписями на латыш. LATVIJA ♦. Отчеканена на Королевском монетном дворе Великобритании. Дизайн: Х. Воркалс Номинал: 1 лат. Масса: 31,47 г. Диаметр: 38,61 мм. Тираж: 50 000 шт. |                                                                    |
| 2005 | | Чемпионат мира по хоккею с шайбой 2006                             |
| 2005 | Аверс: герб и название государства, год выпуска, номинал. Реверс: стилизованное изображение хоккеистов, две надписи на латыш. RĪGA 2006 — «Рига 2006», название мероприятия на латыш. Pasaules čempionāts hokejā и англ. Ice Hockey World Championship. Гурт гладкий с тремя надписями на латыш. LATVIJA ♦. Отчеканена на Берлинском монетном дворе. Дизайн: А. Руткс Номинал: 1 лат. Масса: 31,47 г. Диаметр: 38,61 мм. Тираж: 5000 шт. |                                                                    |
| 2005 | | XX зимние Олимпийские игры в Турине                                |
| 2005 | Аверс: герб и название государства, год выпуска. Реверс: номинал, бобслеисты, название мероприятия на англ. OLYMPIC WINTER GAMES 2006. Гурт гладкий с тремя надписями на латыш. LATVIJA ♦. Отчеканена на Берлинском монетном дворе. Дизайн: Х. Воркалс Номинал: 1 лат. Масса: 31,47 г. Диаметр: 38,61 мм. Тираж: 15 000 шт. |                                                                    |
| 2008 | | Баскетбол                                                          |
| 2008 | Аверс: название государства, номинал и три звезды на фоне баскетбольного мяча. Реверс: пара баскетболистов, название спорта на латыш. BASKETBOLS. Гурт гладкий с надписью на латыш. LATVIJAS REPUBLIKA • LATVIJAS BANKA • — «Латвийская республика • Банк Латвии •». Отчеканена на Финском монетном дворе. Дизайн: Ф. Кирке Номинал: 1 лат. Масса: 31,47 г. Диаметр: 38,61 мм. Тираж: 5000 шт. |                                                                    |
| 2012 | | 100 лет первому участию латвийских спортсменов в Олимпийских играх |
| 2012 | Аверс: номинал, год выпуска, три фигуры латвийских бегунов в национальных костюмах, надпись на латыш. 100 GADU OLIMPISKAJĀS SPĒLĒS — «100 лет на Олимпийских играх». Реверс: три фигуры древнегреческих бегунов, надпись на латыш. 776. GADS PRIEKŠ KRISTUS — «776 год до н. э.». Гурт гладкий с надписью на латыш. LATVIJAS REPUBLIKA ♦ LATVIJAS BANKA ♦ — «Латвийская республика ♦ Банк Латвии ♦». Отчеканена на Королевском монетном дворе Нидерландов. Дизайн: А. Бикше Номинал: 1 лат. Масса: 22,00 г. Диаметр: 35,00 мм. Тираж: 5000 шт. |                                                                    |

### Юбилейные монеты 1993—2010
| 1993 | | 75 лет государственности Латвии                     |
| 1993 | Аверс: герб и название государства. Реверс: национальный орнамент, номинал, год основания государства (1918) и выпуска монеты (1993). Гурт: гладкий с двумя надписями на латыш. LATVIJAS VALSTS 75 GADI ♦ — «75 лет государственности Латвии ♦». Отчеканена на Финском монетном дворе. Дизайн А. Круклис Номинал: 10 латов. Масса: 25,157 г. Диаметр: 36,07 мм. Тираж: 30 000 шт.                                              |                                                     |
| 1995 | | 50 лет ООН                                          |
| 1995 | Аверс: герб и название государства, год выпуска. Реверс: номинал; надпись на англ. FOR FREEDOM AND DEMOCRACY — «За свободу и демократию»; люди, держащиеся за руки; логотип 50-летия ООН. Гурт: гладкий с двумя надписями на латыш. LATVIJAS BANKA *** — «Банк Латвии ***». Отчеканена на Королевском монетном дворе Великобритании. Дизайн Х. Воркалс Номинал: 10 латов. Масса: 28,28 г. Диаметр: 38,61 мм. Тираж: 50 000 шт. |                                                     |
| 2008 | | 90 лет государственности Латвии                     |
| 2008 | Аверс: Реверс: Гурт: гладкий с двумя надписями на латыш. LATVIJAS BANKA ♦ — «Банк Латвии ♦». Номинал: 1 лат. Масса: 31,47 г. Диаметр: 38,61 мм. Тираж: 5000 шт. |                                                     |
| 2009 | | 90 лет Латвийскому университету                     |
| 2009 | Аверс: Реверс: Гурт: гладкий с надписью на лат. VIVAT ♦ CRESCAT ♦ FLOREAT ♦ — «Пусть живёт, растёт, процветает». Номинал: 1 лат. Масса: 31,47 г. Диаметр: 38,61 мм. Тираж: 7000 шт. |                                                     |
| 2009 | | 130 лет первому изданию романа «Времена землемеров» |
| 2009 | Аверс: Реверс: Гурт: гладкий с надписью на лат. LATVIJAS REPUBLIKA • LATVIJAS BANKA • — «Латвийская республика • Банк Латвии •». Номинал: 1 лат. Масса: 31,47 г. Диаметр: 38,61 мм. Тираж: 7000 шт. |                                                     |
| 2010 | | 400 лет со дня рождения Якоба фон Кетлера           |
| 2010 | Аверс: Реверс: Гурт: гладкий с надписью на лат. LATVIJAS REPUBLIKA • LATVIJAS BANKA • — «Латвийская республика • Банк Латвии •». Номинал: 1 лат. Масса: 31,47 г. Диаметр: 38,61 мм. Тираж: 5000 шт. |                                                     |
| 2010 | | 20-летие восстановления независимости               |
| 2010 | Аверс: Реверс: Гурт: гладкий с двумя надписями на лат. LATVIJAS BANKA ♦ — «Банк Латвии ♦». Номинал: 1 лат. Масса: 31,47 г. Диаметр: 38,61 мм. Тираж: 7000 шт. |                                                     |

### Юбилейные монеты 2011—2013
| 2011 | | 100 лет со дня рождения Александра Чакса   |
| 2011 | Аверс: Реверс: Гурт: гладкий. Номинал: 1 лат. Масса: 26 г. Тираж: 7000 шт. |                                            |
| 2011 | | 275 лет Рундальскому дворцу                |
| 2011 | Аверс: Реверс: Гурт: гладкий с надписью на лат. LATVIJAS REPUBLIKA • LATVIJAS BANKA • — «Латвийская республика • Банк Латвии •». Номинал: 1 лат. Масса: 31,47 г. Диаметр: 38,61 мм. Тираж: 5000 шт.     |                                            |
| 2011 | | 800 лет первым рижским деньгам             |
| 2011 | Аверс: Реверс: Гурт: гладкий с надписью на лат. LATVIJAS REPUBLIKA • LATVIJAS BANKA • — «Латвийская республика • Банк Латвии •». Номинал: 1 лат. Масса: 12,5 г. Диаметр: 28 мм. Тираж: 5000 шт.         |                                            |
| 2012 | | 100 лет Рижскому зоопарку                  |
| 2012 | Аверс: Реверс: Гурт: гладкий с надписью на лат. LATVIJAS REPUBLIKA • LATVIJAS BANKA • 2012 — «Латвийская республика • Банк Латвии • 2012». Номинал: 1 лат. Масса: 27 г. Диаметр: 35 мм. Тираж: 5000 шт. |                                            |
| 2012 | | 150 лет Рижскому техническому университету |
| 2012 | Аверс: Реверс: Гурт: гладкий. Номинал: 1 лат. Масса: 26 г. Тираж: 3000 шт. |                                            |
| 2013 | | 150 лет со дня рождения Р. Блауманиса      |
| 2013 | Аверс: Реверс: Гурт: гладкий с надписью на лат. LATVIJAS BANKA ♦ — «Банк Латвии ♦». Номинал: 1 лат. Масса: 22 г. Диаметр: 35 мм. Тираж: 5000 шт.                                                        |                                            |
| 2013 | | 200 лет со дня рождения Р. Вагнера         |
| 2013 | Аверс: Реверс: Гурт: гладкий с надписью на лат. LATVIJAS REPUBLIKA ♦ LATVIJAS BANKA ♦ — «Латвийская республика ♦ Банк Латвии ♦». Номинал: 1 лат. Масса: 22 г. Диаметр: 35 мм. Тираж: 5000 шт.           |                                            |
| 2013 | | 150 лет со дня рождения Я. Витолса         |
| 2013 | Аверс: Реверс: Гурт: гладкий с надписью на лат. LATVIJAS REPUBLIKA ♦ LATVIJAS BANKA ♦ — «Латвийская республика ♦ Банк Латвии ♦». Номинал: 1 лат. Масса: 22 г. Диаметр: 35 мм. Тираж: 3000 шт.           |                                            |

### Памятные монеты
| 1999 | | Миллениум                          |
| 1999 | Аверс: Реверс: Гурт: гладкий. Номинал: 1 лат. Масса: 15,2 г. Диаметр: 28 мм. Тираж: 30 000 шт. |                                    |
| 2000 | | Программа ЮНИСЕФ «Детям мира»      |
| 2000 | Аверс: Реверс: Гурт: гладкий с двумя надписями на латыш. LATVIJAS BANKA *** — «Банк Латвии ***». Номинал: 1 лат. Масса: 31,47 г. Диаметр: 38,61 мм. Тираж: 6000 шт.                                              |                                    |
| 2002 | | Латвийская Национальная библиотека |
| 2002 | Аверс: Реверс: Гурт: гладкий с надписью на латыш. GAISMU SAUCA — GAISMA AUSA — «Свет призвали — свет взошёл» (слова из песни «Gaismas pils»). Номинал: 1 лат. Масса: 31,47 г. Диаметр: 38,61 мм. Тираж: 5000 шт. |                                    |
| 2004 | | Вступление Латвии в ЕС             |
| 2004 | Аверс: Реверс: Гурт: гладкий с двумя надписями на латыш. LATVIJAS BANKA ♦ — «Банк Латвии ♦». Номинал: 1 лат. Масса: 31,47 г. Диаметр: 38,61 мм. Тираж: 15 000 шт.                                                |                                    |
| 2006 | | Январские события 1991             |
| 2006 | Аверс: Реверс: Гурт: гладкий с двумя надписями на латыш. LATVIJAS BANKA ♦ — «Банк Латвии ♦». Номинал: 1 лат. Масса: 31,47 г. Диаметр: 38,61 мм. Тираж: 5000 шт.                                                  |                                    |
| 2007 | | Сигулда                            |
| 2007 | Аверс: Реверс: Гурт: гладкий с надписью на латыш. LATVIJAS REPUBLIKA • LATVIJAS BANKA • — «Латвийская республика • Банк Латвии •». Номинал: 1 лат. Масса: 31,47 г. Диаметр: 38,61 мм. Тираж: 5000 шт.            |                                    |
| 2008 | | Песенный фестиваль                 |
| 2008 | Аверс: Реверс: Гурт: гладкий с двумя надписями на латыш. LATVIJAS REPUBLIKA • LATVIJAS BANKA • — «Латвийская республика • Банк Латвии •». Номинал: 1 лат. Масса: 31,47 г. Диаметр: 38,61 мм. Тираж: 10 000 шт.   |                                    |
| 2010 | | Азбука                             |
| 2010 | Аверс: Реверс: Гурт: гладкий с надписью на латыш. LATVIJAS REPUBLIKA • LATVIJAS BANKA • — «Латвийская республика • Банк Латвии •». Номинал: 1 лат. Масса: 31,47 г. Диаметр: 38,61 мм. Тираж: 5000 шт.            |                                    |
| 2011 | | Домский собор в Риге               |
| 2011 | Аверс: Реверс: Гурт: гладкий с двумя надписями на латыш. LATVIJAS BANKA ♦ — «Банк Латвии ♦». Номинал: 1 лат. Масса: 22 г. Диаметр: 35 мм. Тираж: 5000 шт.                                                        |                                    |
| 2011 | | Латвийская железная дорога         |
| 2011 | Аверс: Реверс: Гурт: гладкий с надписью на латыш. LATVIJAS REPUBLIKA • LATVIJAS BANKA • — «Латвийская республика • Банк Латвии •». Номинал: 1 лат. Масса: 22 г. Диаметр: 35 мм. Тираж: 5000 шт.                  |                                    |
| 2012 | | Карлис Зале                        |
| 2012 | Аверс: Реверс: Гурт: гладкий с надписью на латыш. LATVIJAS REPUBLIKA • LATVIJAS BANKA • — «Латвийская республика • Банк Латвии •». Номинал: 1 лат. Масса: 22 г. Диаметр: 35 мм. Тираж: 7000 шт.                  |                                    |

### Прочие серебряные монеты
| 2002 | | Монета Судьбы      |
| 2002 | Аверс: Реверс: Гурт: гладкий. Номинал: 1 лат. Масса: 15 г. Диаметр: 28 мм. Тираж: 5000 шт. |                    |
| 2005 | | Барон Мюнхгаузен   |
| 2005 | Аверс: Реверс: Гурт: гладкий с надписью на латыш. LATVIJAS REPUBLIKA • LATVIJAS BANKA • — «Латвийская республика • Банк Латвии •». Номинал: 100 сантимов. Масса: 31,47 г. Диаметр: 38,61 мм. Тираж: 5000 шт. |                    |
| 2006 | | Цифровая монета    |
| 2006 | Аверс: Реверс: Гурт: гладкий. Номинал: 1 лат. Масса: 27 г. Диаметр: 38,61 мм. Тираж: 2007 шт. |                    |
| 2007 | | Монета жизни       |
| 2007 | Аверс: Реверс: Гурт: гладкий. Номинал: 1 лат. Масса: 31,47 г. Диаметр: 38,61 мм. Тираж: 5000 шт. |                    |
| 2008 | | Монета счастья     |
| 2008 | Аверс: Реверс: Гурт: гладкий с двумя надписями на латыш. LATVIJAS BANKA ♦ — «Банк Латвии ♦». Номинал: 1 лат. Масса: 22 г. Диаметр: 35 мм. Тираж: 5000 шт.                                                    |                    |
| 2009 | | Поросёнок          |
| 2009 | Аверс: Реверс: Гурт: гладкий с двумя надписями на латыш. LATVIJAS BANKA ♦ — «Банк Латвии ♦». Номинал: 1 лат. Масса: 20 г. Диаметр: 34 мм. Тираж: 5000 шт.                                                    |                    |
| 2009 | | Монета Воды        |
| 2009 | Аверс: Реверс: Гурт: гладкий. Номинал: 1 лат. Масса: 26 г. Тираж: 7000 шт. |                    |
| 2009 | | Рождественская ель |
| 2009 | Аверс: Реверс: Гурт: гладкий с надписью на латыш. LATVIJAS REPUBLIKA • LATVIJAS BANKA • — «Латвийская республика • Банк Латвии •». Номинал: 1 лат. Масса: 22 г. Диаметр: 35 мм. Тираж: 20 000 шт.            |                    |
| 2010 | | Янтарная монета    |
| 2010 | Аверс: Реверс: Гурт: гладкий. Номинал: 1 лат. Масса: 20,7 г. Диаметр: 35 мм. Тираж: 7000 шт. |                    |
| 2012 | | Каменная монета    |
| 2012 | Аверс: Реверс: Гурт: гладкий с двумя надписями на латыш. LATVIJAS BANKA ♦ — «Банк Латвии ♦». Номинал: 1 лат. Масса: 13,6 г. Диаметр: 35 мм. Тираж: 7000 шт.                                                  |                    |
| 2012 | | 5 латов            |
| 2012 | Аверс: Реверс: Гурт: гладкий с надписью на латыш. DIEVS • SVĒTĪ • LATVIJU • — «Боже • благослови • Латвию». Номинал: 1 лат. Масса: 25 г. Диаметр: 37 мм. Тираж: 10 000 шт.                                   |                    |
| 2013 | | 20 латов           |
| 2013 | Аверс: Реверс: Гурт: гладкий с двумя надписями на латыш. LATVIJAS BANKA ♦ — «Банк Латвии ♦». Номинал: 1 лат. Масса: 11 г. Диаметр: 21,75 мм. Тираж: 10 000 шт.                                               |                    |
| 2013 | | Колыбельная монета |
| 2013 | Аверс: Реверс: Гурт: гладкий с двумя надписями на латыш. LATVIJAS BANKA 2013 ♦ — «Банк Латвии 2013 ♦». Номинал: 1 лат. Масса: 22 г. Диаметр: 35 мм. Тираж: 5000 шт.                                          |                    |
| 2013 | | 365                |
| 2013 | Аверс: Реверс: Гурт: гладкий. Номинал: 1 лат. Масса: 16,4 г. Диаметр: 30 мм. Тираж: 5000 шт. |                    |

## Биметаллические монеты
Монеты номиналом 1 лат, массой 17,15 г и диаметром 34,00 мм отчеканены из серебра 900 пробы (внешняя часть массой 10,00 г) и ниобия (внутренняя часть массой 7,15 г) в качестве UNC на монетном дворе Австрии. Дизайн: Л. Шенбергс.
Аверс: номинал, год выпуска и название государства, геральдическая роза с инициалами первооткрывателя ниобия Генриха Розе (H R) под ней.

Гурт: гладкий.
| 2004 |  | Монета времени I Реверс: астрономические часы с Дома Черноголовых в Риге. Тираж: 5000 шт. |  | 2010 |  | Монета времени III Реверс: фазы Луны на фоне звёздного неба, элементы земного ландшафта в виде венка. Тираж: 7000 шт. |
| 2007 |  | Монета времени II Реверс: зодиакальный круг и жизненный цикл растения. Тираж: 7000 шт.    |  |      |  | |

## Монеты из золота
| 1993 | | 75 лет государственности Латвии        |
| 1993 | Аверс: герб и название государства. Реверс: национальный орнамент, номинал, год основания государства (1918) и выпуска монеты (1993). Гурт: гладкий с двумя надписями на латыш. LATVIJAS VALSTS 75 GADI ♦ — «75 лет государственности Латвии ♦». Отчеканена на Финском монетном дворе. Номинал: 100 латов. Проба: 583,3. Масса: 13,338 г. Диаметр: 27,0 мм. Тираж: 3500 шт. Дизайн: А. Круклис |                                        |
| 1997 | | Шхуна «Julia Maria»                    |
| 1997 | Аверс: герб и название государства, год выпуска. Реверс: номинал; изображение, год постройки и название корабля на латыш. GAFELŠONERIS • JULIA MARIA • 1895. Гурт: рубчатый. Отчеканена швейцарской фирмой Valcambi SA. Номинал: 10 латов. Проба: 999. Масса: 1,2442 г. Диаметр: 13,92 мм. Тираж: 25 000 шт. Дизайн: Я. Струпулис                                                              |                                        |
| 1997 | | Фрегат «Gekrönte Ehlendt»              |
| 1997 | Аверс: герб и название государства, год выпуска. Реверс: номинал; изображение, год постройки и название корабля на латыш. FREGATE • GEKRÖNTE EHLENDT • 1642. Гурт: рубчатый. Отчеканена швейцарской фирмой Valcambi SA. Номинал: 20 латов. Проба: 583. Масса: 7,776 г. Диаметр: 25,00 мм. Тираж: 5000 шт. Дизайн: А. Приедите                                                                  |                                        |
| 1998 | | 800 лет Риге. XIV век                  |
| 1998 | Аверс: номинал и год выпуска, фрагмент печати городского совета Риги (1368). Реверс: фрагмент герба Большой Гильдии (1354), надпись на латыш. RĪGA-800. Гурт: рубчатый. Отчеканена швейцарской фирмой Valcambi SA. Номинал: 10 латов. Проба: 999,9. Масса: 1,2442 г. Диаметр: 13,92 мм. Тираж: 25 000 шт. Дизайн: Г. Цилитис, Л. Шенбергс                                                      |                                        |
| 1999 | | XXVII летние Олимпийские игры в Сиднее |
| 1999 | Аверс: герб и название государства, год выпуска. Реверс: стилизованное изображение метателя копья, номинал, надпись на латыш. SIDNEJA 2000 OLIMPISKĀS SPĒLES — «Сидней 2000 Олимпийские игры». Гурт: рубчатый. Отчеканена швейцарской фирмой Valcambi SA. Номинал: 10 латов. Проба: 583. Масса: 3,11 г. Диаметр: 18,5 мм. Тираж: 3000 шт. Дизайн: О. Шилова                                    |                                        |
| 2003 | | 5 латов                                |
| 2003 | Аверс: номинал, герб и название государства, год выпуска. Реверс: название государства, профиль девушки с колосьями. Гурт: рубчатый. Отчеканена швейцарской фирмой Valcambi SA. Номинал: 5 латов. Проба: 999,9. Масса: 1,2442 г. Диаметр: 13,92 мм. Тираж: 20 000 шт. Дизайн: Р. Зариньш |                                        |
| 2005 | | Модерн                                 |
| 2005 | Аверс: название государства, номинал, надпись на латыш. RĪGA 2005, орнамент. Реверс: фигура с модернового здания в Риге. Гурт: рубчатый. Отчеканена швейцарской фирмой Valcambi SA. Номинал: 1 лат. Проба: 999. Масса: 1,2442 г. Диаметр: 13,92 мм. Тираж: 20 000 шт. Дизайн: Г. Сиетиньш |                                        |
| 2007 | | Золотая яблоня                         |
| 2007 | Аверс: малый герб и название государства, номинал, год выпуска. Реверс: стилизованное изображение яблони. Гурт: рубчатый. Отчеканена на Берлинском монетном дворе. Номинал: 1 лат. Проба: 999,9. Масса: 1,244 г. Диаметр: 13,92 мм. Тираж: 15 000 шт. Дизайн: Л. Шенбергс |                                        |
| 2008 | | Монета Латвии                          |
| 2008 | Аверс: натюрморт (кадка, кувшин, булка хлеба, яблоко и нож на столе), номинал, год (1922) и имя гравёра (T. ZAĻKALNS). Реверс: профиль женщины в платке, название государства и год выпуска. Гурт: гладкий. Отчеканена на Австрийском монетном дворе. Номинал: 20 латов. Проба: 999,9. Масса: 10 г. Диаметр: 22 мм. Тираж: 5000 шт. Дизайн: Т. Залькалнс                                       |                                        |
| 2013 | | Лестенская церковь                     |
| 2013 | Аверс: название государства, номинал, год выпуска, элемент оформления алтаря Лестенской церкви. Реверс: голова ангела, надпись на латыш. AK, SVĒTĀ LESTENE! — «О, святая Лестене!». Гурт: рубчатый. Отчеканена на Литовском монетном дворе. Номинал: 1 лат. Проба: 999,9. Масса: 1,2442 г. Диаметр: 13,92 мм. Тираж: 5000 шт. Дизайн: Л. Шенбергс                                              |                                        |